# Zawieja (piosenka)
Zawieja – utwór z repertuaru zespołu Skaldowie, skomponowany przez Andrzeja Zielińskiego, do tekstu Juliana Tuwima. Po raz pierwszy piosenka została nagrana w 1969 roku, w studiu Polskiego Radia, natomiast w styczniu 1970 roku, Skaldowie nagrali ją ponownie, na swój czwarty longplay „Od wschodu do zachodu słońca”.
Piosenka jest utrzymana w estetyce brzmieniowej allegra sonatowego doby klasycyzmu, szczególnie wyraźnie słychać w niej nawiązania do twórczości Mozarta. W zwrotce, Andrzej Zieliński w bardzo pomysłowy sposób wtopił w ten klasycystyczny nurt rockowe instrumentarium, operując m.in. selektywnymi figuracjami hi-hatu, nacechowanymi właściwą dla stylu lekkością. Zwraca uwagę wieloplanowość wokalna w utworze – główna partia zwrotki śpiewana jest unisono przez braci Zielińskich, na co w tle nałożony jest trójgłosowy chórek (w którym ww. wspomaga Konrad Ratyński). W refrenie natomiast estetyka przeważa w kierunku pop rocka, pojawia się melodia sekcji dętej, głosy Zielińskich i Ratyńskiego realizują z kolei urokliwą kantylenę, miejscami również tworząc trójgłosowe harmonie.
„Zawieja” muzycznie zdecydowanie odbiega od charakteru brzmieniowego płyty „Od wschodu do zachodu słońca”, nie wpisuje się w nowy, rockowy nurt, obrany przez grupę pod koniec 1969 roku, lecz nawiązuje bardziej do wcześniejszych dokonań Andrzeja Zielińskiego (brak tu np. wszechobecnych na longplayu organów Hammonda). Umiejscowiona w środku albumu, w zamyśle miała stanowić zmianę klimatu, odprężenie od niewątpliwie bardziej skomplikowanego materiału, otaczającego ją na krążku.

## Muzycy, biorący udział w nagraniu
- Andrzej Zieliński – fortepian, śpiew;
- Jacek Zieliński – śpiew;
- Konrad Ratyński – gitara basowa, śpiew;
- Jerzy Tarsiński – gitara;
- Jan Budziaszek – perkusja;
- Sekcja dęta pod dyrekcją Andrzeja Zielińskiego